# Girlfight
Girlfight (Brasil: Boa de Briga ou Mulheres na Lona ) é um filme de drama esportivo estadunidense de 2000, escrito e dirigido por Karyn Kusama e estrelado por Michelle Rodriguez. Segue Diana Guzman, uma adolescente problemática do Brooklyn que decide canalizar sua agressão treinando para se tornar uma lutadora de boxe, apesar da desaprovação de seu pai e de seus futuros treinadores e competidores no esporte dominado por homens.
Kusama escreveu o roteiro de Girlfight depois de aprender a boxe, querendo fazer um filme sobre o esporte com uma protagonista feminina. Embora ela tenha se esforçado para encontrar financiadores para o orçamento de US$1 milhão do filme, a produção acabou sendo financiada por John Sayles, Maggie Renzi e o Independent Film Channel. Rodriguez foi escalada para o papel principal, apesar de nunca ter atuado antes, e treinada por quatro meses para se preparar para o papel antes das filmagens começarem em Nova Iorque e Nova Jérsei.
Girlfight estreou em 22 de janeiro de 2000 no Festival Sundance de Cinema, onde ganhou o Prêmio do Grande Júri. Foi lançado nos cinemas em 29 de setembro de 2000 e arrecadou US$1,7 milhão nas bilheterias. O filme foi bem recebido pela crítica de cinema, que elogiou Rodriguez por sua performance e Kusama por sua direção. Kusama e Rodriguez receberam inúmeros elogios, incluindo dois National Board of Review Awards, duas indicações aos Prêmios Independent Spirit e dois Gotham Awards.

## Sinopse
Diana Guzman é uma adolescente do Brooklyn cujo temperamento quente a causa problemas na escola, enquanto ela começa brigas várias vezes com outros alunos. Sua frustração decorre de sua infeliz vida em casa; ela mora em um conjunto habitacional público com seu irmão Tiny e seu pai solteiro, Sandro. Sandro paga pelo treinamento de boxe de Tiny na esperança de ele se tornar um boxeador profissional, embora Tiny prefira ser um artista.
Depois de visitar a academia de Tiny e intervir em uma briga para defendê-lo, Diana pede aos treinadores que deixem sua caixa também. Dizem que ela pode treinar lá, mas não competir em lutas reais. Quando ela descobre que não pode pagar o treinamento do treinador de Tiny, Hector Soto, ela pede um subsídio ao pai, mas ele diz para ela conseguir um emprego. Ela recorre a roubar o dinheiro dele e volta para a academia, onde Hector começa a ensinar-lhe o básico do boxe.
A primeira luta de Diana é com Adrian Sturges, a quem ela mais tarde encontra novamente quando Hector a leva para uma luta profissional. Adrian convida Diana para jantar depois da luta e a beija depois de ir para casa. Uma noite depois de uma luta que deu a Diana um olho roxo, Sandro vê Diana e Adrian juntos e a confronta, assumindo que ela está em um relacionamento abusivo. Ela sai do apartamento e passa a noite com Adrian. Quando ele pergunta sobre seus pais, ela revela que sua mãe tirou sua própria vida há vários anos. Quando Diana retorna ao seu apartamento, Tiny se oferece para desistir do boxe para que ela possa usar o dinheiro de treinamento que ele recebe do pai.
Diana mais tarde vai à festa de aniversário de Hector, mas sai quando vê Adrian ficando amigo de sua ex-namorada. Quando Diana e Adrian lutam na próxima sessão na academia, ele reluta em bater nela, e ela sai antes que ele possa falar com ela. A primeira partida amadora de Diana está marcada contra outra garota, mas quando seu oponente sai, ela acaba brigando com um homem, Ray Cortez. Sandro chega no meio da luta para ver o final da partida na desqualificação de Ray por empurrão ilegal. Quando Diana chega em casa, Sandro repreende-a por parecer uma perdedora. Ela retalia batendo-o no chão e o acusa de abusar da mãe a ponto de se suicidar.
Após semanas de treinamento rigoroso, Diana vence outra luta amadora, desta vez contra uma garota, Ricki Stiles. Embora Diana tenha aceitado o pedido de desculpas de Adrian, as tensões aumentam novamente entre eles quando descobrem que ambos avançaram para a final de sua divisão para lutar um contra o outro. Adrian se recusa a lutar com uma garota e Diana luta para convencê-lo a vê-la como uma oponente legítima. Ele aparece para a luta no dia, no entanto, e depois de uma partida equilibrada, Diana vence com uma decisão unânime dos juízes. Após a luta, Adrian teme que ele tenha perdido o respeito de Diana, mas ela diz que o respeita ainda mais por lutar com ela, e eles se reconciliam.

## Elenco
- Michelle Rodriguez como Diana Guzman
- Jaime Tirelli como Hector Soto
- Paul Calderón como Sandro Guzman
- Santiago Douglas como Adrian Sturges
- Ray Santiago como Tiny Guzman
- Victor Sierra como Ray Cortez
- Elisa Bocanegra como Marisol
- Shannon Walker Williams como Veronica
- Louis Guss como Don
- Herb Lovelle como Cal
- Thomas Barbour como Ira
- John Halcomb como Prison Matron

## Produção

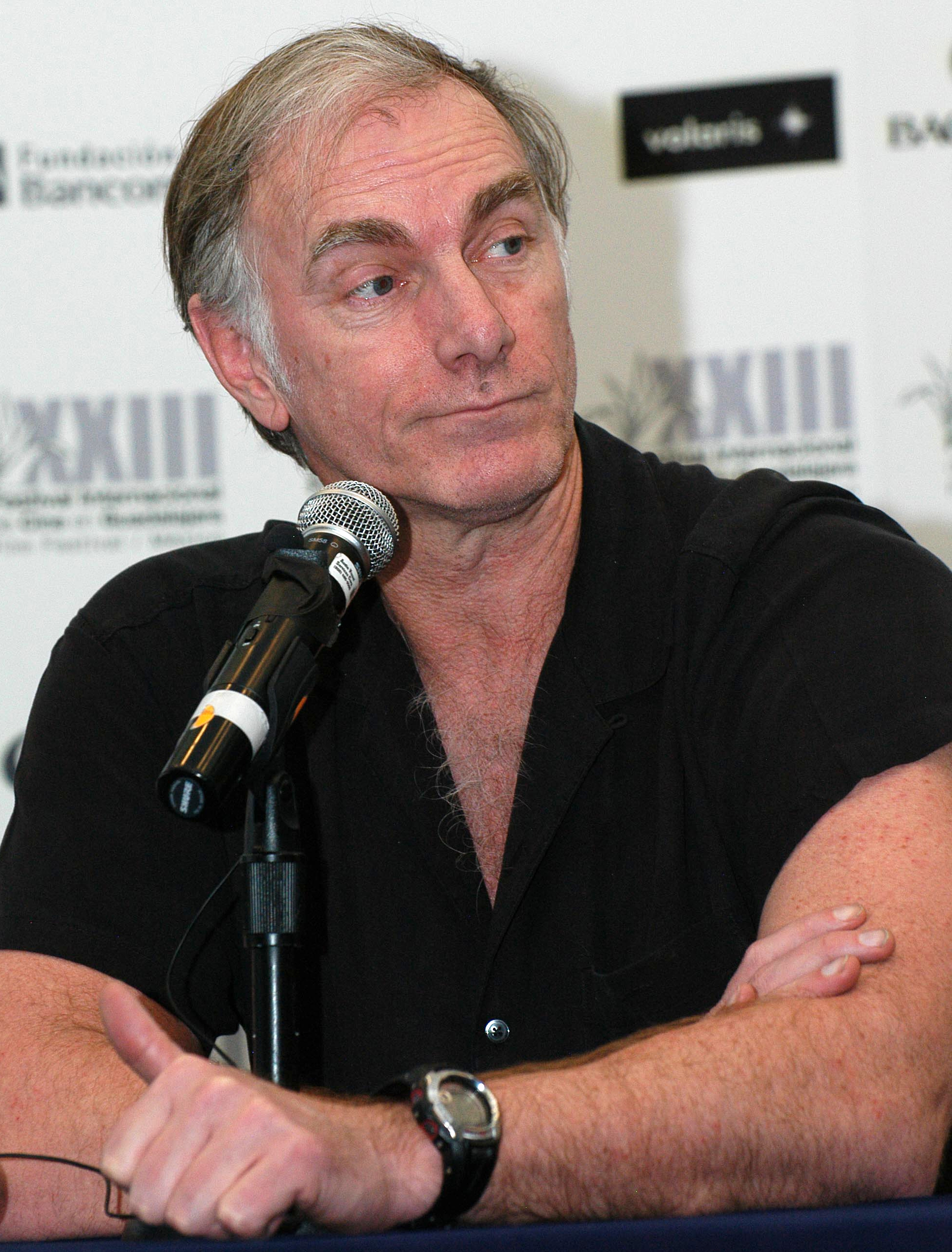
O cineasta John Sayles financiou o orçamento do filme depois que seu único financiador desistiu

O cineasta John Sayles financiou o orçamento do filme depois que seu único financiador desistiu.
Girlfight foi escrita e dirigida por Karyn Kusama, marcando sua estreia no cinema. Seu objetivo era subverter a "história clássica do boxe" com uma protagonista feminina, tendo começado a lutar boxe em 1992 no famoso Gleason's Gym, no Brooklyn. Depois de escrever o roteiro, ela lutou para convencer as produtoras a financiar o filme; vários produtores sugeriram que Kusama escalou uma mulher branca no papel principal, em vez de uma latina, e achou que ter uma protagonista feminina era "desagradável [e] inacreditável". Maggie Renzi, Sarah Green e Martha Griffin finalmente concordaram em produzir o filme, e encontraram um financiador em 1999 para fornecer o orçamento de US$1 milhão (EUA). Dois dias antes da pré-produção do filme começar o financiamento, mas Renzi e seu parceiro John Sayles—um cineasta independente e ex-mentor de Kusama—decidiram financiar todo o orçamento do filme. Mais tarde, o Independent Film Channel contribuiu com US$300,000 para o orçamento.
Kusama inicialmente procurou escalar uma atriz profissional para interpretar Diana, mas achou que muitos dos que fizeram o teste eram excessivamente feminizados e "polidos" e decidiram escalar uma atriz não treinada. Michelle Rodriguez , que havia trabalhado como figurante em filme, mas nunca havia feito um teste para um papel com fala antes, participou de uma chamada de elenco aberta para protagonista. Embora Kusama tenha descrito a audição de Rodriguez como "um desastre", ela ganhou o papel porque das 350 testadas Kusama "não conseguiu encontrar ninguém que pudesse se aproximar dela em poder físico". Como Rodriguez não era boxeadora, ela treinou no Gleason's Gym cinco a seis dias por semana durante quatro meses em preparação para as filmagens, assim como Santiago Douglas, que interpretou Adrian.
Girlfight foi filmado durante 24 dias em Nova Iorque e Nova Jérsei. Para cenas dentro da academia onde Diana e Tiny treinam, os cineastas filmaram em um armazém em Jersey City. As seqüências iniciais de boxe foram filmadas do ponto de vista de um espectador fora do ringue, mas as sequências posteriores foram filmadas mais intimamente de dentro do ringue. O diretor de fotografia Patrick Cady usou equipamentos de câmera que permitiam que os atores batessem nele ou na própria câmera para imitar a sensação de serem atingidos.

## Lançamento
Girlfight estreou em 22 de janeiro de 2000 no Sundance Film Festival , onde ganhou o prêmio Grand Jury do festival e o prêmio de direção em competição dramática. Os direitos de distribuição do filme foram posteriormente adquiridos pela Screen Gems por US$3 milhões.
O lançamento limitado nos Estados Unidos em 29 de setembro de 2000, com estreia em 28 cinemas. Em sua semana de estréia, ficou em 30º lugar nas bilheterias, arrecadando US$282,145, com uma média por tela de US$10,077. Na semana seguinte, expandiu-se para 253 cinemas, mas caiu para uma média por tela de US$2,687, ocupando o 18º lugar. Na terceira semana, a média por tela do filme caiu para US$1,156, com um total bruto acumulado de US$1,254,600. Girlfight terminou sua exibição nos cinemas após cinco semanas, com um total doméstico bruto de US$1,565,852. Internacionalmente, arrecadou US$100,176, perfazendo um total mundial de US$1,666,028.
O filme foi lançado em DVD em 27 de março de 2001. O DVD inclui dois recursos especiais: um comentário em áudio de Karyn Kusama e um segmento "making-of".

## Recepção

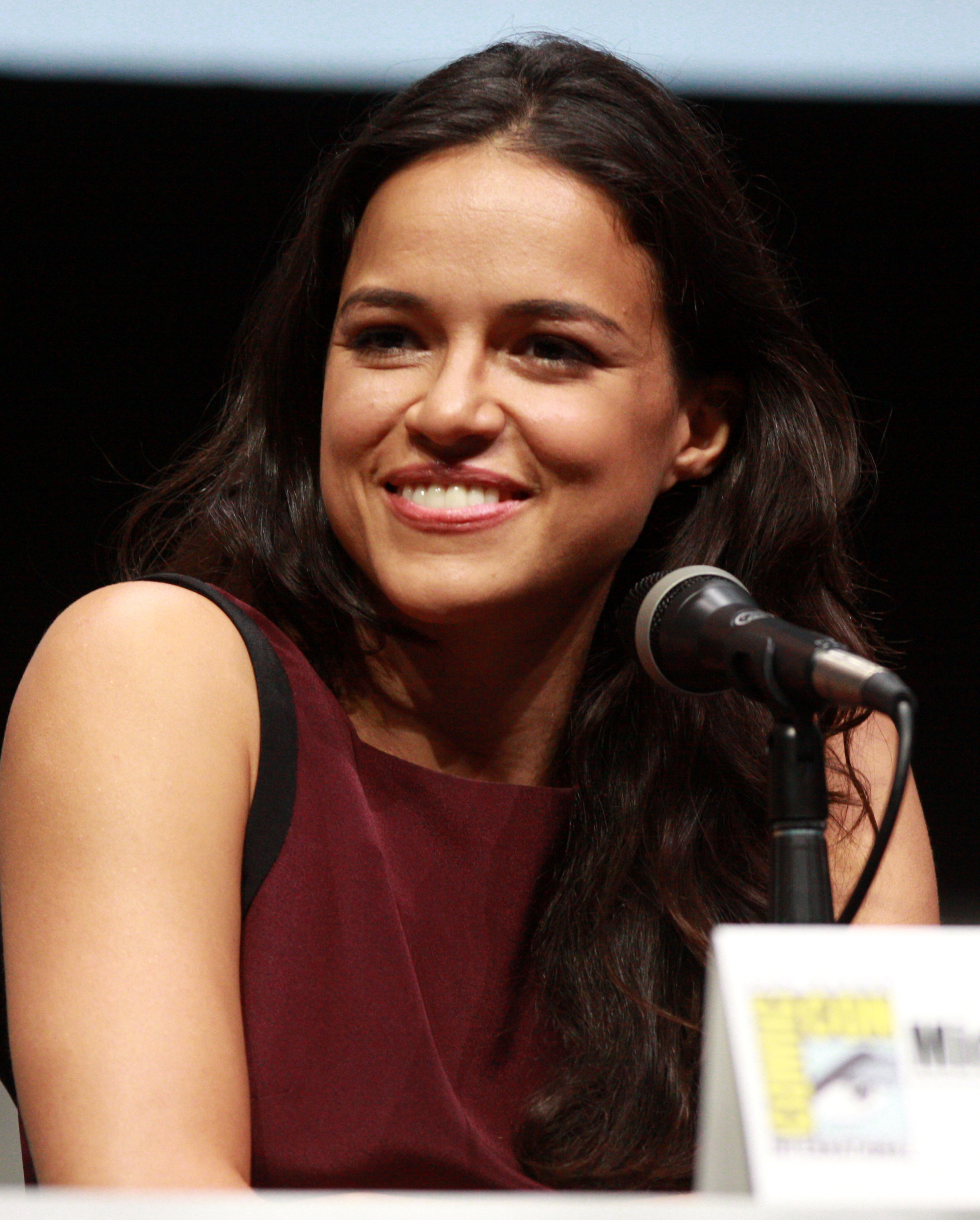
A performance de Michelle Rodriguez em Girlfight recebeu elogios de muitos críticos e ganhou vários prêmios

### Resposta crítica
Girlfight foi bem recebido pelos críticos após o seu lançamento. Ele tem uma pontuação de 87% no Rotten Tomatoes, com base em 95 avaliações com uma classificação média de 7,3 em 10. O consenso crítico do site afirma: "Michelle Rodriguez apresenta um desempenho atraente, apesar da falta de experiência no boxe; Karyn Kusama faz uma avaliação soco com esta estréia na direção". O filme também tem uma pontuação de 70 em 100 no Metacritic, com base em 34 críticas de críticos, indicando "críticas geralmente favoráveis".
Várias críticas elogiaram o desempenho de Rodriguez em seu papel de estréia, com vários críticos comparando-a a Marlon Brando. David Denby, do The New Yorker, a chamou de "uma estrela poderosa que poderia percorrer um longo caminho", enquanto o crítico de Variety Emanuel Levy a descreveu como "uma artista natural que domina todas as cenas". Em uma crítica do The New York Times, A. O. Scott caracterizou Rodriguez como "uma jovem atriz poderosa e extraordinariamente talentosa ... Lembre-se do nome". Desson Howe, do The Washington Post, sentiu que a performance de Rodriguez era o aspecto mais memorável do filme e que ela "se torna mais atraente, formidável e bonita pela cena".
O roteiro e a direção de Karyn Kusama também foram destacados pelos críticos. Kenneth Turan, do Los Angeles Times, elogiou sua "habilidade, empatia e respeito" e a comparou ao personagem de Diana, escrevendo que Kusama "é o duplo de seu protagonista em termos de motivação, comprometimento e habilidade". Lisa Schwarzbaum, da Entertainment Weekly, achava que, embora o enredo fosse clichê e irrealista às vezes, a direção de Kusama mostrava "um estilo claro de filmagem pessoal ... e um respeito pelas fraquezas de seus personagens, bem como seus momentos de beleza atlética". James Berardinelli deu ao filme três estrelas e meia em quatro, chamando-o de "uma estréia bem trabalhada e emocionalmente satisfatória" e aplaudindo a "determinação obstinada de Kusama e a paixão pelo projeto".
Roger Ebert, que deu ao filme três estrelas e meia em uma crítica do Chicago Sun-Times, gostou que a história "sempre envolva mais do que boxe" com seus temas mais profundos "sobre uma garota que cresceu em uma sociedade machista e ... descobrir que ela tem uma natureza provavelmente mais machista do que os homens ao seu redor". Por outro lado, Edward Guthmann, do San Francisco Chronicle, opinou que Kusama "finalmente enfraquece seu tema da autoconfiança feminina ao fazer Diana se apaixonar por Adrian" e criticou a trama por "levar muito tempo justificando". o direito da mulher de estar no ringue - em vez de comemorar sua conquista ".

### Prêmios e indicações
| Prêmios                                            | Prêmios                                          | Prêmios                                          | Prêmios   |
| Prêmio                                             | Categoria                                        | Destinatário(s) ou candidato(s)                  | Resultado |
| -------------------------------------------------- | ------------------------------------------------ | ------------------------------------------------ | --------- |
| ALMA Awards                                        | Melhor Longa-Metragem                            | Melhor Longa-Metragem                            | Indicado  |
| ALMA Awards                                        | Excelente elenco latino em um longa-metragem     | Excelente elenco latino em um longa-metragem     | Indicado  |
| Black Reel Awards                                  | Cinema - Melhor Atriz                            | Michelle Rodriguez                               | Indicado  |
| Black Reel Awards                                  | Melhor Filme                                     | Melhor Filme                                     | Indicado  |
| Black Reel Awards                                  | Cinema – Melhor Diretor                          | Karyn Kusama                                     | Indicado  |
| Festival de Cannes 2000                            | Prêmio de Filme Estrangeiro da Juventude         | Prêmio de Filme Estrangeiro da Juventude         | Venceu    |
| Chicago Film Critics Association Awards            | Atriz mais promissora                            | Michelle Rodriguez                               | Indicado  |
| Deauville American Film Festival                   | Grand Prix du Cinema Independent                 | Grand Prix du Cinema Independent                 | Venceu    |
| Deauville American Film Festival                   | Ralph Lauren Acting Award                        | Michelle Rodriguez                               | Venceu    |
| Festival Internacional de Cinema da Flandres-Gante | Menção Especial                                  | Karyn Kusama                                     | Venceu    |
| Festival Internacional de Cinema da Flandres-Gante | Grand Prix                                       | Grand Prix                                       | Indicado  |
| Gotham Awards                                      | Ator Inovador                                    | Michelle Rodriguez                               | Venceu    |
| Gotham Awards                                      | Open Palm Award                                  | Karyn Kusama                                     | Venceu    |
| Imagen Awards                                      | Melhor Longa Metragem                            | Melhor Longa Metragem                            | Venceu    |
| Independent Spirit Awards                          | Melhor Desempenho de Estréia                     | Michelle Rodriguez                               | Venceu    |
| Independent Spirit Awards                          | Melhor Filme de Estreia                          | Karyn Kusama                                     | Indicado  |
| Las Vegas Film Critics Society Awards              | Melhor Estreia Feminina                          | Karyn Kusama & Michelle Rodriguez (shared)       | Venceu    |
| Las Vegas Film Critics Society Awards              | Melhor Atriz                                     | Michelle Rodriguez                               | Indicado  |
| National Board of Review Awards                    | Desempenho inovador - Feminino                   | Michelle Rodriguez                               | Venceu    |
| National Board of Review Awards                    | Reconhecimento Especial por Excelência em Cinema | Reconhecimento Especial por Excelência em Cinema | Venceu    |
| Online Film Critics Society Awards                 | Melhor Filme de Estreia                          | Karyn Kusama                                     | Indicado  |
| Online Film Critics Society Awards                 | Melhor Primeiro Roteiro                          | Karyn Kusama                                     | Indicado  |
| Online Film Critics Society Awards                 | Melhor Estreia/Descoberta Cinematográfica        | Michelle Rodriguez                               | Indicado  |
| Stockholm International Film Festival              | Bronze Horse                                     | Karyn Kusama                                     | Indicado  |
| Festival Sundance de Cinema                        | Prêmio do Grande Júri                            | Prêmio do Grande Júri                            | Venceu    |
| Festival Sundance de Cinema                        | Prêmio de Direção em Competição Dramática        | Karyn Kusama                                     | Venceu    |
| Teen Choice Awards                                 | Film – Choice Breakout Performance               | Michelle Rodriguez                               | Indicado  |
| Semana Internacional de Cine de Valladolid         | Silver Spike                                     | Karyn Kusama                                     | Venceu    |
| Semana Internacional de Cine de Valladolid         | Golden Spike                                     | Karyn Kusama                                     | Indicado  |

## Legado
Girlfight foi um dos primeiros filmes de boxe a retratar mulheres no esporte. A acadêmica de estudos de cinema Katharina Lindner argumentou que Girlfight foi responsável pelo "influxo de protagonistas femininas no gênero [filme de boxe]" dos anos 2000, especificamente os filmes Million Dollar Baby e Die Boxerin (alternativamente intitulado About a Girl).
O filme foi responsável por lançar as carreiras de Rodriguez e Kusama no cinema; Rodriguez estrelou inúmeros filmes de estúdio importantes, enquanto Kusama posteriormente dirigiu Æon Flux (2005) e Jennifer's Body (2009).